# Chet Culver
Chester John "Chet" Culver (Washington DC, 25 de gener de 1966) és un polític estatunidenc del Partit Demòcrata. Des de gener de 2007 ocupa el càrrec de governador de Iowa. El 2011, va ser candidat a la reelecció, però va ser derrotat per Terry Branstad.